# Belgodère
Belgodère (en idioma corso Belgudè) es una comuna y población de Francia, en la región de Córcega, departamento de Alta Córcega. Es la cabecera del cantón de su nombre, aunque Aregno la supera en población.
Su población en el censo de 1999 era de 371 habitantes.

## Demografía
| 397 | 443 | 367 | 453 | 331 | 371 |
| Para los censos de 1962 a 1999 la población legal corresponde a la población sin duplicidades (Fuente: INSEE [Consultar]) |     |     |     |     |     |